# 巨髎穴
巨髎穴是属于足陽明胃經的腧穴。

## 定位
四白穴直下，平鼻翼下緣處，當鼻唇溝外側。

## 主治
口眼喎斜、鼻衄、齒痛等。

## 操作
直刺0.3～0.6寸；可灸。